# کامیو فلگن
کامیو فلگن (به انگلیسی: Camillo Felgen) (زاده ۱۷ نوامبر ۱۹۲۰-درگذشته ۱۶ ژوئیه ۲۰۰۵) خواننده لوکزامبورگی بود.
او نماینده لوکزامبورگ در یوروویژن ۱۹۶۰ و یوروویژن ۱۹۶۲ بود.